# Парламентские выборы в Габоне (1985)
Парламентские выборы в Габоне проходили 17 февраля и 3 марта 1985 года. При существовавшей в Габоне однопартийной системе единственной разрешённой политической партией была Габонская демократическая партия. Избирательная система была изменена после предыдущих выборов 1980 года. Выборы проходили в два тура. В первом в каждом избирательном округе выбирался кандидат и депутат. Во втором туре проходило всеобщее голосование по списку. Количество депутатов Национального собрания было увеличено с 89 до 111 и ещё 9 депутатов (по 1 от каждой провинции) назначал президент. 

## Результаты
| Партия                                                                            | Голоса  | %    | Места | +/–   |
| --------------------------------------------------------------------------------- | ------- | ---- | ----- | ----- |
| Габонская демократическая партия                                                  | 767 674 | 100  | 111   | +22   |
| Назначенные члены собрания                                                        | –       | –    | 9     | новые |
| Недействительных/пустых бюллетеней                                                | 3 977   | –    | –     | –     |
| Всего                                                                             | 771 651 | 100  | 120   | +32   |
| Проголосовавших избирателей/Явка                                                  | 807 241 | 95,6 | –     | –     |
| Источник: Межпарламентский союз Архивная копия от 10 июня 2011 на Wayback Machine |         |      |       |       |